# Rrok Kolaj
Rrok Kolaj (Prekaj, 1897 – Tirana, 14 giugno 1950) è stato un magistrato e politico albanese.

## Biografia
Nacque nel 1897 a Prekaj, villaggio nella prefettura di Scutari. Ha studiato in Austria.
Giudice della Corte suprema nel 1940, fu poi nominato Ministro della giustizia e Viceministro dell'istruzione nel breve governo di Rexhep Mitrovica, venendo richiamato in entrambi i ruoli nel governo di Ibrahim Biçakçiu.
Arrestato dalle autorità albanesi, fu condannato il 13 aprile 1945 a 15 anni di reclusione dal Tribunale speciale di Tirana. Morì nel carcere di Tirana il 14 giugno 1950.